# The Bolshoi Ballet
The Bolshoi Ballet (Brasil: O Ballet Bolshoi ) é um filme britânico de 1957, do gênero musical, dirigido por Paul Czinner e estrelado por Galina Ulanova, Raisa Struchkova e Nikolai Fedeychev.
O filme documenta uma apresentação do Balé Bolshoi em Londres, em 1956, com música da  Royal Opera House Covent Garden Orchestra. Na primeira parte, são apresentados trechos de seis balés famosos, entre eles Dança dos Tártaros, O Lago dos Cisnes e Fausto. Na segunda, Galina Ulanova estrela Gisele, com coreografia de L. Lavrovsky.

## Elenco
- Galina Ulanova
- Raisa Struchkova
- Nikolai Fedeychev

## Premiações
| Patrocinador                                  | Prêmio | Categoria                            | Situação |
| --------------------------------------------- | ------ | ------------------------------------ | -------- |
| Academia de Artes e Ciências Cinematográficas | Oscar  | Melhor Trilha Sonora (Filme Musical) | Indicado |